# Чемпионат Италии по футболу 1994/1995
Серия A 1994/1995 — 63-й сезон чемпионата Италии по футболу. Начался 4 сентября 1994 года, завершился — 4 июня 1995 года. Чемпионом стал «Ювентус».